# Allogymnopleurus
Allogymnopleurus là một chi bọ cánh cứng thuộc họ Scarabaeidae.